# Thomas S. Burns
Pour les articles homonymes, voir Burns.
Thomas S. Burns (né le 7 juin 1945 à Michigan City, dans l'Indiana), est un historien et archéologue américain, professeur émérite à l'université Emory, à Atlanta. 
Diplômé du Wabash College (en) à Crawfordsville et de l'université du Michigan à Ann Arbor, il travaille à l'université Emory de 1974 à 2008, et est l'auteur de plusieurs ouvrages et articles sur l'Antiquité tardive et le Haut Moyen Âge. 

## Publications sélectives
- 1980 : The Ostrogoths : Kingship and Society, F. Steiner, Wiesbaden.
- 1984 : A History of the Ostrogoths, Indiana University Press, Bloomington.
- 1987 : Rome and the Germans as Seen in Coinage (avec Bernhard H. Overbeck), Emory University, Atlanta.
- 1994 : Barbarians within the Gates of Rome : A Study of Roman Military Policy and the Barbarians, ca.375-425 AD, Indiana University Press, Bloomington.
- 2001 : Urban Centers and Rural Contexts in Late Antiquity (édité avec John W. Eadie), Michigan State University Press, East Lansing.
- 2003 : Rome and the Barbarians, 100 BC to AD 400, Johns Hopkins University Press, Baltimore.
- 2007 : Die römische Siedlung bei Babarc, Komitat Baranya (Ungarn) / The Roman Settlement near Babarc, Komitat Baranya (Hungary), avec H. Bender (université de Passau, Allemagne) and Z. Visy et F. Fazekas (université de Pécs, Hongrie), Passauer Universitätsschriften zur Archäologie, Band 12, Verlag Marie Leidorf GmbH Rahden/Westfalen.